# Callerya
Callerya es un género de plantas con flores perteneciente a la familia Fabaceae. Comprende 37 especies descritas y de estas, solo 31 aceptadas.

## Taxonomía
El género fue descrito por Stephan Ladislaus Endlicher y publicado en Genera Plantarum 3(Suppl.): 104. 1843.

## Especies aceptadas
A continuación se brinda un listado de las especies del género Callerya aceptadas hasta julio de 2014, ordenadas alfabéticamente. Para cada una se indica el nombre binomial seguido del autor, abreviado según las convenciones y usos.	
- Callerya atropurpurea (Wall.) Schot
- Callerya australis (Endl.) Schot
- Callerya bonatiana (Pamp.) P.K.Lôc
- Callerya championii (Benth.) X.Y. Zhu
- Callerya cinerea (Benth.) Schot
- Callerya cochinchinensis (Gagnep.) A. Schott
- Callerya congestiflora (T.C. Chen) Z. Wei & Pedley
- Callerya dasyphylla (Miq.) Schot
- Callerya dielsiana (Harms) P.K. Loc ex Z. Wei & Pedley
- Callerya dorwardii (Collett & Hemsl.) Z. Wei & Pedley
- Callerya eriantha (Benth.) Schot
- Callerya eurybotrya (Drake) A. Schott
- Callerya fordii (Dunn) Schot
- Callerya gentiliana (H. Lév.) Z. Wei & Pedley
- Callerya kiangsiensis (Z. Wei) Z. Wei & Pedley
- Callerya kityana (W. G. Craib) A. Schott
- Callerya lantsangensis (Z. Wei) H. Sun
- Callerya longipedunculata (Z. Wei) X.Y. Zhu
- Callerya megasperma (F.Muell.) Schot
- Callerya nieuwenhuisii (J.J.Sm.) Schot
- Callerya nitida (Benth.) R.Geesink
- Callerya oosperma (Dunn) Z. Wei & Pedley
- Callerya pachyloba (Drake) H. Sun
- Callerya pilipes (Bailey) Schot
- Callerya reticulata (Benth.) Schot
- Callerya scandens (Dunn) Schot
- Callerya sericosema (Hance) Z. Wei & Pedley
- Callerya speciosa (Champ.) Schot
- Callerya sphaerosperma (Z. Wei) Z. Wei & Pedley
- Callerya strobilifera Schott
- Callerya sumatrana (Merr.) Schot
- Callerya tsui (F.P. Metcalf) Z. Wei & Pedley
- Callerya vasta (Kosterm.) Schot